# Ipomoea crassipes
Ipomoea crassipes là một loài thực vật có hoa trong họ Bìm bìm. Loài này được Hook. mô tả khoa học đầu tiên năm 1844.